# Dennis Kimetto
Dennis Kipruto Kimetto nebo Dennis Kipruto Koech (* 22. ledna 1984 Eldoret) je keňský vytrvalecký běžec. Je držitel světového rekordu na 25 kilometrů.
Společně se čtyřmi bratry a třemi sestrami Kimetto vyrůstal v Kapngetuny. Pracoval na farmě svých rodičů, když ve 24 letech dostal pozvánku od Geoffrey Mutaie do tréninkového centra holandského manažera Gerarda van de Veena, kde začal s běháním.
V roce 2011 vyhrál půlmaratonový závod během nairobského maratonu. Při svém prvním startu v zahraničí vyhrál 17. února 2012 ve vysocedotovaném maratonu v Rás al-Chajmě ve Spojených arabských emirátech. Při berlínském půlmaratonu triumfoval 1. dubna 2012 nad úřadujícím mistrem světa Wilsonem Kipropem. Při prohlídce jeho pasu bylo zjištěno, že se údaje v němž obsažené (jméno Koech a datum narození 1994) neshodují s realitu, neboť se jmenuje Kimetto a narodil se již roku 1984.
O měsíc později Kimetto zvítězil v berlínském závodě na 25 kilometrů v čase 1:11:18 hodiny, čímž stanovil nový světový rekord. 30. září rovněž v Berlíně debutoval při maratonu. Skončil druhý s časem 2:04:16 hodin, což byl nejrychleji zaběhnutý debut.
V roce 2013 vyhrál maraton v Tokiu v čase 2:06:50 hodin a Chicagský maraton, kde s časem 2:03:45 hodin zaostal za světovým rekordem pouze o 22 sekund.
Bostonský maraton v dubnu 2014 kvůli svalovým problémům ve stehně nedokončil. Berlínský maraton zaběhl v čase 2:02:57 hodin, čímž stanovil nový světový rekord a stal se prvním člověkem, který maraton zaběhl pod dvě hodiny a tři minuty.

## Výsledky
| Rok  | Závod               | Událost                        | Výsledek | Čas     |
| ---- | ------------------- | ------------------------------ | -------- | ------- |
| 2011 | Půlmaraton, Nairobi | Nairobi, Keňa                  | 1. místo | 1:01:30 |
| 2011 | RAK Half Marathon   | Dubaj, Spojené arabské emiráty | 1. místo | 1:00:40 |
| 2012 | půlmaraton, Berlín  | Berlín, Německo                | 1. místo | 59:14   |
| 2012 | BIG 25 Berlin       | Berlín, Německo                | 1. místo | 1:11:18 |
| 2012 | Berlínský maraton   | Berlín, Německo                | 2. místo | 2:04:16 |
| 2013 | Tokijský maraton    | Tokio, Japonsko                | 1. místo | 2:06:50 |
| 2013 | Chicagský maraton   | Chicago, USA                   | 1. místo | 2:03:45 |
| 2014 | Berlínský maraton   | Berlín, Německo                | 1. místo | 2:02:57 |